# Festival international du film de Moscou 1991
Le 17e festival international du film de Moscou a lieu du 8 au 19 juillet 1991. Le St. George d'or est attribué au film germano-soviétique Spotted Dog Running at the Edge of the Sea de Karen Gevorkian.

## Jury
- Oleg Yankovski (Union soviétique – président du jury)
- Márta Mészáros (Hongrie)
- Gabriele Rohrer-Kumlin (Allemagne de l'Ouest)
- Kang Soo-yeon (Corée du Sud)
- Michèle Mercier (France)
- Dušan Makavejev (Yougoslavie)
- Luigi Magni (Italie)
- Manuel Gutiérrez Aragón (Espagne)

## Films en compétition
Les films suivants sont sélectionnés pour la compétition principale :
| Titre anglais ou français                  | Titre original                     | Réalisateur(s)            | Pays d'origine              |
| ------------------------------------------ | ---------------------------------- | ------------------------- | --------------------------- |
| Silent Gunpowder                           | Gluvi barut                        | Bato Čengić               | Yougoslavie                 |
| Affaire non classée                        | Class Action                       | Michael Apted             | États-Unis                  |
| Itt a szabadság!                           | Itt a szabadság!                   | Péter Vajda               | Hongrie                     |
| The Doors                                  | The Doors                          | Oliver Stone              | États-Unis                  |
| Homework                                   | La tarea                           | Jaime Humberto Hermosillo | Mexique                     |
| Don Juan in Hell                           | Don Juan en los infiernos          | Gonzalo Suárez            | Espagne                     |
| War in the Land of Egypt                   | Al-moaten Masry                    | Salah Abou Seif           | Égypte                      |
| Madame Bovary                              | Madame Bovary                      | Claude Chabrol            | France                      |
| The Wedding Maidens                        | Chujia nu                          | Jin Wang                  | Chine                       |
| Father                                     | Father                             | John Power                | Australie                   |
| Pour toujours et à tout jamais             | Immer und ewig                     | Samir                     | Suisse                      |
| The Bet                                    | Zakład                             | Teresa Kotlarczyk         | Pologne                     |
| Spotted Dog Running at the Edge of the Sea | Pegiy pyos, Begushchiy kraem morya | Karen Gevorkian           | Union soviétique, Allemagne |
| Dans la soirée                             | Verso sera                         | Francesca Archibugi       | Italie, France              |
| The Way to Cheong Song                     | Cheongsongeuro ganeun kil          | Lee Doo-yong              | Corée du Sud                |
| Matti Manushulu                            | Matti Manushulu                    | B. Narsing Rao            | Inde                        |
| Romeo                                      | Romeo                              | Rita Horst                | Pays-Bas                    |
| The Garden                                 | The Garden                         | Derek Jarman              | Royaume-Uni, Allemagne      |
| The Adjuster                               | The Adjuster                       | Atom Egoyan               | Canada                      |
| Sons of Bitches                            | Sukiny deti                        | Leonid Filatov            | Union soviétique            |
| Walerjan Wrobel's Homesickness             | Das Heimweh des Walerjan Wróbel    | Rolf Schübel              | Allemagne                   |
| Cup Final                                  | Gmar gavi'a                        | Eran Riklis               | Israël                      |

## Prix
- St. George d'or : Spotted Dog Running at the Edge of the Sea de Karen Gevorkian
- St. George d'argent spécial :
  - The Adjuster d'Atom Egoyan
  - The Wedding Maidens de Jin Wang
- St. George d'argent:
  - Acteur : Mustafa Nadarević, Branislav Lečić pour Silent Gunpowder
  - Actrice : Isabelle Huppert pour Madame Bovary
- Mention spéciale : Homework de Jaime Humberto Hermosillo
- Prix FIPRESCI: Spotted Dog Running at the Edge of the Sea de Karen Gevorkian
- Mention spéciale : A Woman Between Two Brothers d' 	Amir Karakoulov (film hors compétition)
- Prix du jury œcuménique : Spotted Dog Running at the Edge of the Sea de Karen Gevorkian
- Mention spéciale : Walerjan Wrobel's Homesickness de Rolf Schübel

## Source de la traduction
- (en) Cet article est partiellement ou en totalité issu de l’article de Wikipédia en anglais intitulé « 17th Moscow International Film Festival » (voir la liste des auteurs).